# Payera mandrarensis
Payera mandrarensis är en måreväxtart som först beskrevs av Anne-Marie Homolle och Alberto Judice Leote Cavaco, och fick sitt nu gällande namn av P. Buchner och Christian Puff. Payera mandrarensis ingår i släktet Payera och familjen måreväxter. Inga underarter finns listade i Catalogue of Life.